# Paul Dyllick
Paul Dyllick (* 26. November 1908 in Posen; † 30. März 1991 in Berlin) war ein deutscher Kaufmann und Berliner Landespolitiker der CDU, in welche er direkt nach ihrer Gründung eintrat. Dem Abgeordnetenhaus von Berlin gehörte er von 1955 bis 1979 an. 
Dyllick schloss sein Studium der Volkswirtschaftslehre als Diplom-Kaufmann ab. Von 1933 bis 1947 war er bei der AEG beschäftigt, danach freiberuflicher Wirtschaftsberater.

## Ehrungen

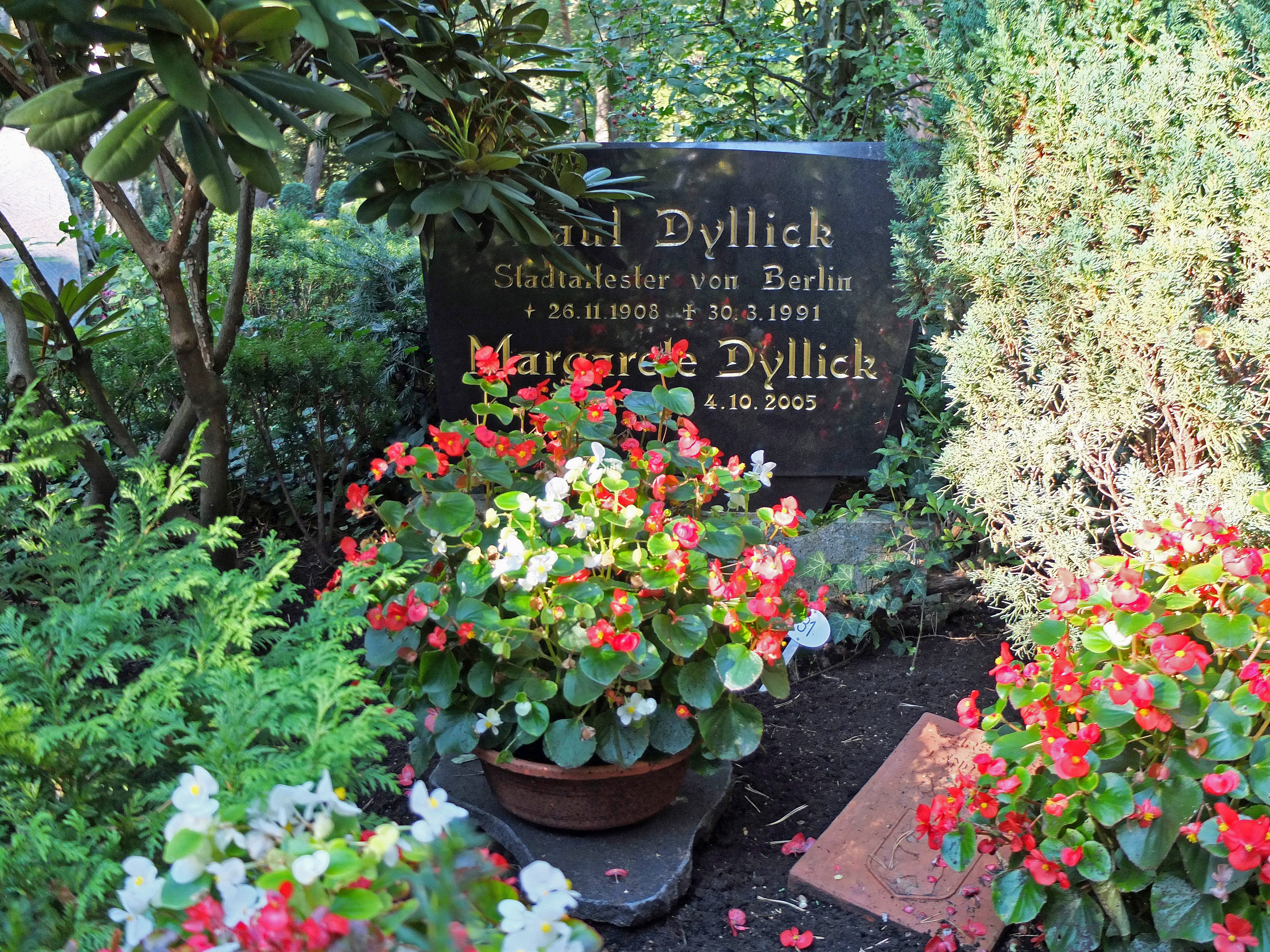
Grabstätte

- Bundesverdienstkreuz am Bande (1968)
- Stadtältester von Berlin (1985)
- Ehrengrab auf dem Spandauer Friedhof In den Kisseln